# Aeroportul Internațional Mandalay
Aeroportul Internațional Mandalay (IATA: MDL, ICAO: VYMD) este un aeroport din Regiunea Mandalay, Myanmar ce deservește zona Mandalay. A fost deschis în 1999 și numit după zona deservită.
Situat la o altitudine de 91 m, aeroportul dispune de 1 pistă.

## Infrastructură

### Piste
Aeroportul dispune de o singură pistă. Pista are orientarea 17/35.